# Does This Look Infected Too?
Does This Look Infected Too? — концертний міні-альбом канадської поп-панк-групи Sum 41, вийшов в 2003 році. Концерт пройшов 27 січня 2003 року в Бельгії.

## Список композицій
1. «Mr. Amsterdam (Live)» — 3:53
2. «Over My Head (Better Off Dead) (Live)» — 2:56
3. «No Brains (Live)» — 4:05
4. «The Hell Song (Live)» — 3:07
5. «Still Waiting (Live)» — 3:16

## DVD
Цей концерт на живо також включав dvd на якому були кліпи на пісні «Still Waiting», «The Hell Song» та «Handle This», ролік про створення кліпу «Still Waiting» та 8-ми хвилинне відео про перебування групи в Японії.

## Учасники запису
- Деррік Уіблі — вокал, гітара
- Дейв Бекш — гітара, бек-вокал
- Джейсон МакКеслін — бас
- Стів Джокс — ударні